# Хржановский, Андрей Юрьевич

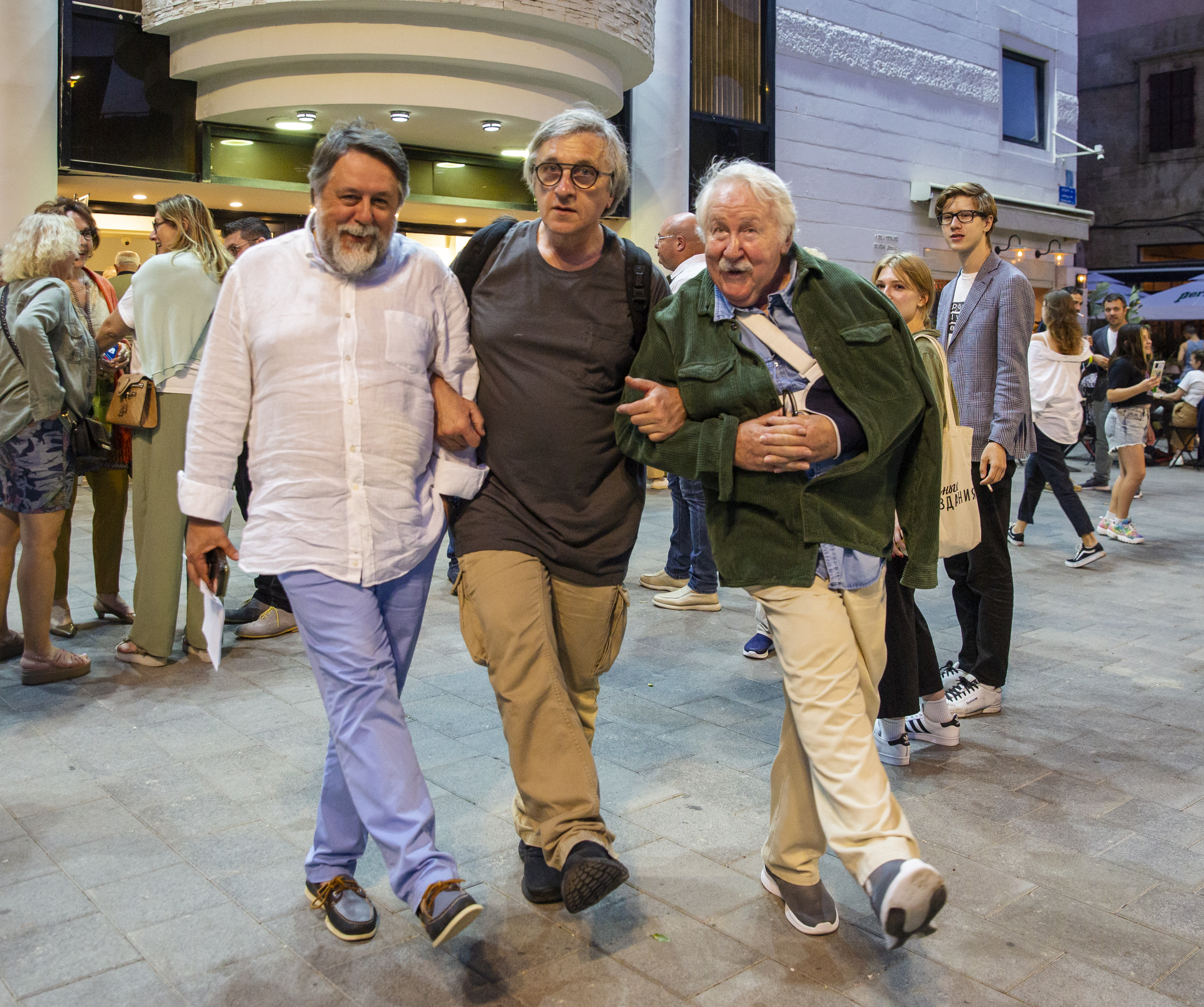
Андрей Хржановский, Дмитрий Крымов, Виталий Манский на фестивале «СловоНово» в Израиле. У театра «Гешер». 2022

Андре́й Ю́рьевич Хржано́вский (род. 30 ноября 1939, Москва, СССР) — советский и российский режиссёр-мультипликатор, сценарист, кинопродюсер, преподаватель. Народный артист Российской Федерации (2011). Лауреат Государственной премии РСФСР имени Н. К. Крупской (1986), Государственной премии Российской Федерации (1999), Премии Правительства Российской Федерации (2010).

## Биография
Андрей Хржановский родился 30 ноября 1939 года в Москве. Отец — Юрий Борисович Хржановский, художник и эстрадный артист, потомок ссыльных поляков. Дед по отцу — Борис Феликсович Хржановский, директор книжного издательства И. Д. Сытина в Иркутске, в советское время был директором издательства «Академкнига» в Москве. Мать — Вера Михайловна Хржановская (урождённая Берлинская), сестра
дирижёра и пианиста Павла Михайловича Берлинского. Двоюродный брат — Валентин Александрович Берлинский, виолончелист и основатель квартета имени Бородина.
Родители познакомились в Иркутске, после революции перебрались в Ленинград вслед за братьями Веры Михайловны. Там Юрий Борисович, выступавший в жанре дивертисмента, сблизился с актёром Эрастом Гариным и его женой Хесей Локшиной, которые после переезда в Москву приложили все усилия, чтобы семья Хржановских последовала за ними. Поселились в Мансуровском переулке, а через год у супругов родился сын Андрей.
В 1962 году окончил режиссёрский факультет Всесоюзного государственного института кинематографии (ВГИКа) (мастерская Льва Кулешова и Александры Хохловой). По словам Хржановского, на киностудию «Союзмультфильм» его привёл случай: из-за большого количества выпускников его факультета единственной возможностью снять дипломный фильм, не тратя годы в ожидании своей очереди, были съёмки на студии неигровых фильмов. Снятый им мультфильм «Жил-был Козявин» (1966) не хотели допускать до защиты из-за подозрений в сюрреализме до тех пор, пока заведующий кафедрой Сергей Герасимов не определил его как «наш, социалистический сюрреализм».
Свой следующий мультфильм «Стеклянная гармоника» (1968) Хржановский описывает как «историю сегодняшнего дня… про власть денег над нашими душами, про культуру, которой затыкают рот». Сдача фильма руководству пришлась на день ввода советских войск в Прагу. В итоге он был положен «на полку», а режиссёру на следующий день вручили повестку в армию и определили во флот в звании командира взвода батареи реактивных установок. Хржановский решил «повидать мир» и перешёл в пехотную роту, направлявшуюся в зону боевых действий, где отслужил два года. В перестроечное время, когда показ «полочных» фильмов стал одним из программных пунктов нового руководства Союза кинематографистов СССР, вдруг выяснилось, что на тираж «Гармоники» плёнки не хватило, и премьеру вновь отложили.
Среди своих работ Андрей Хржановский особо выделяет «пушкиниану» — мультфильмы по мотивам творчества Александра Сергеевича Пушкина «В мире басен» (1973) и «День чудесный» (1975), а также биографическую трилогию «Я к вам лечу воспоминаньем…» (1977), «И с вами снова я…» (1980) и «Осень» (1982) на основе рисунков и черновиков поэта, в 1987 году объединённую в один полнометражный фильм «Любимое моё время».
Кроме того, ему принадлежат фильмы на основе рисунков Сергея Бархина («Лев с седой бородой», 1995), Федерико Феллини («Долгое путешествие», 1997), Иосифа Бродского («Полтора кота», 2002). Впоследствии замысел получил развитие в полнометражном фильме «Полторы комнаты, или Сентиментальное путешествие на родину» (2009). Все четыре фильма были отмечены кинопремиями «Ника», а также различными международными премиями.
С 1982 года Хржановский преподавал режиссуру анимационного кино на Высших курсах сценаристов и режиссёров (ВКСР) в Москве.
С 1988 по 1990 годы возглавлял Творческое объединение «Поиск» при киностудии «Союзмультфильм», был членом худсовета объединения.
В 1993 году совместно с Эдуардом Назаровым, Юрием Норштейном и Фёдором Хитруком при поддержке Госкино России основал Школу-студию анимационного кино «ШАР» в Москве для производства мультфильмов и подготовки профессиональных режиссёров и художников-аниматоров, где занимает должности художественного руководителя, председателя Совета учредителей и педагога по режиссуре.
Преподавал также во ВГИКе, заведовал кафедрой режиссуры анимационного фильма.

«Мультипликация в силу свойственной ей ёмкости и лаконичности языка — это кратчайший путь не только к эмоциям, но и к сознанию зрителя. Я думаю, если попытаться в кино смоделировать процесс мышления, язык мультипликации оказался бы наиболее пригодным для этого.»— Андрей Хржановский.
В феврале 2022 года выступил против вторжения России на Украину. После этого вместе с женой покинул Россию и в настоящее время живёт в Израиле.
Сын — Илья Андреевич Хржановский (род. 11 августа 1975, Москва), кинорежиссёр, сценарист и продюсер.

## Фильмография
- «Аэроград» (1935),
- «Огни большого города» (1931),
- «Аталанта» (1934),
- «Иван Грозный», вторая серия (1958),
- «Великий диктатор» (1940),
- «Дети райка» (1945),
- «Застава Ильича» (1964),
- «Андрей Рублёв» (1966),
- «Восемь с половиной» (1963)
- «Амаркорд» (1973).

- 1966 — «Жил-был Козявин» (режиссёр-постановщик)
- 1968 — «Стеклянная гармоника» (режиссёр-постановщик)
- 1971 — «Калейдоскоп-71: Шкаф» (режиссёр)
- 1972 — «Бабочка» (режиссёр)
- 1973 — «В мире басен» (режиссёр, сценарист)
- 1975 — «День чудесный» (режиссёр, сценарист)
- 1976 — «Дом, который построил Джек» (режиссёр, сценарист)
- 1977 — «Я к вам лечу воспоминаньем…» (режиссёр, сценарист)
- 1978 — «Чудеса в решете» (режиссёр, сценарист)
- 1980 — «И с вами снова я…» (режиссёр)
- 1980 — «Чудеса» (сценарист)
- 1982 — «Осень» (режиссёр)
- 1984 — «Твой любящий друг» (сценарист)
- 1984 — «Жар-птица» (сценарист)
- 1985 — «Королевский бутерброд» (режиссёр, сценарист)
- 1987 — «Любимое моё время» (режиссёр, сценарист)
- 1987 — «Школа изящных искусств. Пейзаж с можжевельником» (режиссёр, сценарист)
- 1988 — «Келе» (художественный руководитель)
- 1990 — «Школа изящных искусств» (режиссёр, сценарист)
- 1990 — «Школа изящных искусств. Возвращение» (режиссёр, сценарист)
- 1995 — «Лев с седой бородой» (режиссёр, продюсер)
- 1997 — «Долгое путешествие» (режиссёр, сценарист, продюсер)
- 1999 — «Наступила осень» (продюсер)
- 2002 — «Полтора кота» (режиссёр, сценарист)
- 2003 — «Собака, генерал и птицы» (художественный директор)
- 2009 — «Полторы комнаты, или Сентиментальное путешествие на родину» (продюсер, режиссёр, сценарист)
- 2020 — «Нос, или Заговор „не таких“» (режиссёр, сценарист)[10][11][12][13][14][15][16]

## Признание заслуг

### Государственные награды, премии и поощрения
- 1986 — Государственная премия РСФСР имени Н. К. Крупской (22 декабря 1986 года) — за художественный мультипликационный фильм-трилогию «Я к вам лечу воспоминаньем…», «И с вами снова я…», «Осень» производства киностудии «Союзмультфильм»[17].
- 1992 — почётное звание «Заслуженный деятель искусств РСФСР» (8 января 1992 года) — за заслуги в области киноискусства[18].
- 1999 — Государственная премия Российской Федерации в области киноискусства 1998 года (4 июня 1999 года) — за оригинальное решение художественных задач и новаторское использование выразительных средств в анимационном кино[19].
- 2010 — Премия Правительства Российской Федерации 2010 года в области культуры (17 декабря 2010 года) — за художественно-анимационный фильм «Полторы комнаты, или сентиментальное путешествие на родину»[20].
- 2011 — почётное звание «Народный артист Российской Федерации» (21 марта 2011 года) — за большие заслуги в области кинематографического, музыкального, театрального и хореографического искусства[21].
- 2012 — Благодарность Министерства культуры Российской Федерации (7 сентября 2012 года) — за большой вклад в развитие анимационного кино, многолетнюю плодотворную работу и в связи со 100-летним юбилеем российской анимации[22].

### Призы на кинофестивалях и кинопремии
- 1973 — приз на XI МКФ фильмов для детей и юношества в Хихоне (Испания), «Бабочка».
- 1977 — приз на XXIII МКФ документальных и короткометражных фильмов в Оберхаузене (ФРГ), «Дом, который построил Джек».
- 1995 — приз за «Лучший анимационный фильм» на фестивале «Окно в Европу» в Выборге, «Лев с седой бородой».
- 1996 — гран-при Международного кинофестиваля «Послание к Человеку» в Санкт-Петербурге, «Лев с седой бородой».
- 1996 — приз за режиссуру на Открытом российском фестивале анимационного кино в Тарусе, «Лев с седой бородой»[23].
- 1996 — специальный приз на Международном анимационном фестивале в Хиросиме (Япония), «Лев с седой бородой»[24].
- 1996 — приз на кинофестивале в Лос-Анджелесе, «Лев с седой бородой»[1].
- 1996 — кинопремия «Ника» за «Лучший анимационный фильм», «Лев с седой бородой».
- 2003 — приз на Кинофестивале в Кракове (Польша), «Полтора кота».
- 2003 — кинопремия «Ника», «Полтора кота».
- 2009 — приз имени Мирона Черненко Гильдии киноведов и кинокритиков России за многолетние профессиональные достижения и успешный синтез трёх видов кинематографа в фильме «Полторы комнаты, или Сентиментальное путешествие на родину».
- 2010 — кинопремия «Ника», «Полторы комнаты, или Сентиментальное путешествие на родину».
- 2017 — анимационная кинопремия «Икар» в номинации «Мастер».
- 2020 — приз жюри «За лучший полнометражный фильм» на Международном фестивале анимационных фильмов в Анси (Франция) (21 июня 2020 года), «Нос, или Заговор „не таких“»[11][12].
- 2020 — почётный приз «За выдающийся вклад в кинематограф и преодоление границ между разными видами искусства кино» 31-го Открытого российского кинофестиваля «Кинотавр» в Сочи (11-18 сентября 2020 года)[13][14].
- 2020 — приз зрительских симпатий за «Лучший полнометражный фильм» на 13-м Международном фестивале анимационного кино «Аниматор» в городе Познани (Польша) (9 октября 2020 года), «Нос, или Заговор „не таких“»[25].
- 2020 — номинация за «Лучший европейский анимационный полнометражный фильм» на 33-й премии Европейской киноакадемии (The European Film Awards) (12 декабря 2020 года), «Нос, или Заговор „не таких“»[15][16].
- 2021 — Азиатско-Тихоокеанская кинопремия за лучший полнометражный мультфильм («Нос, или Заговор „не таких“»)
- 2021 — гран-при XXVI Открытого фестиваля анимационного кино, «Нос, или Заговор „не таких“»[26]
- 2021 — приз мэтров «Прорыв» имени Александра Татарского XXVI Открытого фестиваля анимационного кино, «Нос, или Заговор „не таких“»[26]
- 2021 — Национальная анимационная премия «Икар»
  - Приз за лучшую режиссуру — «Нос, или Заговор „не таких“»;
  - Приз за лучший сценарий (совместно с Юрием Арабовым) — «Нос, или Заговор „не таких“»[27].